# Rasheeda McAdoo
Rasheeda McAdoo (* 30. Juni 1995) ist eine US-amerikanische Tennisspielerin.

## Karriere
McAdoo begann mit fünf Jahren mit dem Tennisspielen und bevorzugt Hartplätze. Sie spielt bislang vorrangig auf Turnieren der ITF Women’s World Tennis Tour, bei denen sie bislang 14 Titel im Doppel gewinnen konnte.

## Turniersiege

### Doppel
| Nr. | Datum              | Turnier        | Kategorie   | Belag     | Partnerin           | Finalgegnerinnen                            | Ergebnis           |
| --- | ------------------ | -------------- | ----------- | --------- | ------------------- | ------------------------------------------- | ------------------ |
| 1.  | 13. Januar 2018    | Fort-de-France | ITF $15.000 | Hartplatz | Amy Zhu             | Emily Appleton Caty McNally                 | 7:5, 7:65          |
| 2.  | 9. März 2019       | Carson         | ITF W15     | Hartplatz | Natasha Subhash     | Nicole Mossmer Chanelle Van Nguyen          | 6:2, 6:4           |
| 3.  | 14. November 2020  | Orlando        | ITF W25     | Hartplatz | Alycia Parks        | Jamie Loeb Erin Routliffe                   | 4:6, 6:1, [11:9]   |
| 4.  | 15. Mai 2021       | Salinas        | ITF W25     | Hartplatz | Conny Perrin        | Victoria Rodríguez Ana Sofía Sánchez        | 6:4, 7:65          |
| 5.  | 8. Oktober 2022    | Redding        | ITF W25     | Hartplatz | Hanna Posnichirenko | Alexa Glatch Aldila Sutjiadi                | 7:63, 7:5          |
| 6.  | 28. Januar 2023    | Orlando        | ITF W25     | Hartplatz | Jada Hart           | Haruna Arakawa Natsuho Arakawa              | 6:3, 6:3           |
| 7.  | 25. Februar 2023   | Santo Domingo  | ITF W25     | Hartplatz | Jada Hart           | Arianne Hartono Eva Vedder                  | 6:3, 6:3           |
| 8.  | 28. Juli 2023      | El Espinar     | ITF W25     | Hartplatz | Alexandra Osborne   | Ku Yeon-woo Diāna Marcinkēviča              | 6:4, 6:3           |
| 9.  | 4. Mai 2024        | Boca Raton     | ITF W35     | Sand      | Marija Kononowa     | Alicia Herrero Liñana Melany Solange Krywoj | 2:6, 6:4, [10:5]   |
| 10. | 15. Juni 2024      | Guimarães      | ITF W75     | Hartplatz | Sophie Chang        | Francisca Jorge Matilde Jorge               | 7:66, 62:7, [10:5] |
| 11. | 29. September 2024 | Templeton      | ITF W75     | Hartplatz | Sophie Chang        | Carmen Corley Rebecca Marino                | 1:6, 6:2, [10:4]   |
| 12. | 12. April 2025     | Boca Raton     | ITF W35     | Sand      | Akasha Urhobo       | Victoria Osuigwe Alana Smith                | 5:7, 7:63, [10:7]  |
| 13. | 24. Mai 2025       | Portorož       | ITF W50     | Sand      | Sapfo Sakellaridi   | Jazmín Ortenzi Aurora Zantedeschi           | 6:4, 6:3           |
| 14. | 7. Juni 2025       | Troisdorf      | ITF W50     | Sand      | Angella Okutoyi     | Josy Daems Anastassija Firman               | 6:1, 6:1           |

## Privates
Rasheeda ist die Tochter von Patrizia und Bob McAdoo, einem ehemaligen Basketball-Profi und Coach. Ihr Bruder Ryan McAdoo spielt an der University of North Carolina ebenfalls Basketball.